# Affaire Sian Kingi
L'affaire Sian Kingi est une affaire criminelle australienne ayant commencé le 27 novembre 1987 avec la disparition à Noosa Heads au Queensland de Sian Kingi, fillette alors âgée de 12 ans, qui revenait de l'école.
Sian Kingi (16 décembre 1974 - 27 novembre 1987) était une fille australienne néo-zélandaise d'origine maorie,. Barrie John Watts et Valmae Faye Beck, un couple marié, ont été reconnus coupables en 1988 du crime très médiatisé. Watts a été condamné à la réclusion à perpétuité sans libération conditionnelle ; sa femme aurait été admissible à la libération conditionnelle après 14 ans et demi, mais elle est morte alors qu'elle était encore incarcérée.

## Disparition
Vers 16 h 30, le vendredi 27 novembre 1987, Sian Kingi, une écolière de 12 ans, a été vue pour la dernière fois en train de rentrer chez elle avec un vélo jaune à 10 vitesses après l'école près du parc Pinnaroo à Noosa Heads. Juste avant, Kingi avait fait des emplettes avec sa mère, et a ensuite pris le chemin habituel pour rentrer chez elle à travers le parc. Lorsque sa mère est arrivée à la maison et que Kingi n'était pas là comme prévu, on a supposé qu'elle avait rencontré un ami de son école ou de son équipe de volley-ball et a été retardée. Plus tard, alors que Kingi n'était toujours pas revenue, sa mère a commencé à appeler les maisons de ses amis sans succès. À 20 heures, les parents de Kingi ont commencé à faire le chemin emprunté par leur fille et, après avoir récupéré son vélo abandonné dans le parc, sont allés signaler à la police locale la disparition.

## Enquête
Bien que la déposition ait été faite à une heure tardive, la police a pu faire en sorte d'insérer la mention de la disparition de Kingi dans le journal du lendemain. La police a également commencé à collecter des informations sur les personnes qui se trouvaient dans le parc au moment de la disparition. La police n'eut pas grand-chose à faire jusqu'à la découverte du corps de Kingi le 3 décembre 1987, à 15 km de Castaway's Creek dans la forêt domaniale de Tinbeerwah Mountain.
L'attention s'est alors tournée vers un break blanc, un modèle de Holden Kingswood de 1973 poussiéreux non identifié, avec une immatriculation inter-états, qui avait été vu dans les environs. Dans les semaines qui ont suivi, alors que la police recueillait des preuves, de nombreux autres incidents eurent lieu avec un lien au véhicule (bien que les détails exacts du véhicule variaient souvent). Parmi ces incidents, on compte trois voies de fait. La voiture fut finalement identifiée comme provenant de l'État de Victoria, avec comme numéro d'immatriculation LLE-429. Le propriétaire a été identifié comme étant Valmae Beck. Beck et son mari, Barrie Watts, qui s'étaient mariés un an plus tôt, vivaient à Perth mais avaient déménagé à Victoria avant de louer une propriété à Lowood, Queensland . Tous deux avaient des casiers judiciaires étendus et étaient libérés sous caution.

## Procès
Lors d'une audience de dépôt en avril 1988, Beck a plaidé coupable de l'enlèvement et du viol, et non coupable du meurtre, tandis que Watts a plaidé non coupable de toutes les accusations. Le couple a été jugé séparément au tribunal de première instance de Noosa, principalement sur le témoignage de Beck. Le procès de Beck a commencé en octobre 1988 et celui de Watts en février 1990. Beck a été reconnue coupable le 20 octobre 1988 et condamnée à trois ans, cinq ans et à la réclusion à perpétuité pour les trois chefs d'accusation. Watts, qui n'a pas dit un mot pendant le procès, a été reconnu coupable le 28 février 1990 et condamné à trois ans, quinze ans et à la réclusion à perpétuité pour les trois chefs d'accusation.

## Développements ultérieurs

### Watts
Au cours du procès, il a été révélé que Barrie Watts était orphelin et avait un long casier judiciaire et qu'il avait rencontré Beck en 1983 et l'avait épousée en 1986 à Perth. En 1995, il a été jugé pour le meurtre d'Helen Mary Feeney  qui a été vue pour la dernière fois en vie le 29 octobre 1987, un mois avant le meurtre de Kingi. L'affaire a échoué faute de preuves. En 2007, dans un effort infructueux pour promouvoir ses chances de libération conditionnelle, Watts a finalement avoué son implication dans le meurtre de Kingi.

### Beck
Valmae Beck avait trois frères aînés et, à 12 ans, a commencé à travailler dans une usine de vêtements. À 15 ans, en raison de négligence parentale, elle est devenue pupille de l'État et a passé une grande partie de la période allant de 1961 à 1972 à aller et sortir de prison. En prison à Perth, elle a rencontré et a été influencée par la tueuse en série Catherine Birnie. Avant sa relation avec Watts, Beck avait six enfants issus de deux mariages précédents.
En prison, Beck a été pris pour cible par des codétenues et a été fréquemment agressée. À un moment donné, elle a été frappée à la tête avec une boîte de conserve dans une chaussette, causant de graves blessures. Beck a finalement dû être transférée au centre correctionnel de Townsville. Elle aurait également été convertie au christianisme pendant cette période. Beck a divorcé de Watts en 1990 expliquant qu'elle regrettait tout ce qu'elle avait fait avec lui. En 1993, elle a commencé une romance avec Robert John Fardon, un violeur reconnu coupable,.
Beck a demandé en vain trois fois une libération conditionnelle et, en 2007, il a été signalé qu'elle avait légalement changé son nom pour Fay Cramb. En mai 2008, elle a été placée dans un coma provoqué à l' hôpital de Townsville après une chirurgie cardiaque. La police espérait obtenir une confession sur le lit de mort concernant trois autres meurtres non résolus de jeunes femmes à Brisbane mais Beck est décédée le 27 mai 2008 sans reprendre conscience.

## Voir également
- Meurtre de Daniel Morcombe
- Meurtre d'Ebony Simpson
- Meurtres de l'écolière Bega
- Meurtres à Wanda Beach
- David et Catherine Birnie